# Chester-le-Street
Chester-le-Street är en stad i grevskapet Durham i England. Staden ligger i kommunen Durham vid floden Wear, cirka 13 kilometer söder om Newcastle upon Tyne. Tätortsdelen (built-up area sub division) Chester-le-Street hade 37 164 invånare vid folkräkningen år 2011.